# Regiunea Tambacounda
Regiunea Tambacounda este o unitate administrativă de gradul I a Senegalului. Reședința sa este orașul Tambacounda.